# Helge Ingstad
Helge Marcus Ingstad (30 de desembre de 1899 - 29 de març de 2001) va ser un explorador noruec. Després de cartografiar alguns assentaments nòrdics, Ingstad i la seva esposa, l'arqueòloga Anne Stine, el 1960 van trobar les restes d'un assentament viking a L'Anse aux Meadows a la província de Terranova i Labrador al Canadà. Així van ser els primers a demostrar de manera concloent que nòrdics islandesos com Leif Eriksson havien trobat una camí per travessar l'oceà Atlàntic cap a Amèrica del Nord, aproximadament 500 anys abans que Cristòfor Colom i John Cabot. També va pensar que la misteriosa desaparició de l'assentament viking de Groenlàndia al segle xiv / XV es podria explicar per la seva emigració cap a Amèrica del Nord.
Helge Ingstad va morir a l'Hospital Diakonhjemmet d'Oslo als 101 anys.

## Primers anys
Helge Ingstad era el fill d'Olav Ingstad (1867–1958) i Olga Marie Qvam (1869–1946) a Meråker, Nord-Trøndelag. El seu pare era enginyer municipal a Tromsø on era supervisor de fàbrica. Era net de l'advocat professor Marcus Pløen Ingstad. Helge i la seva família es van traslladar a Bergen el 1915 on va assistir a la Bergen Katedralskole (1915-1918), i després de graduar-se el 1922 va fer una pràctica d'advocat a Levanger.

## Carrera

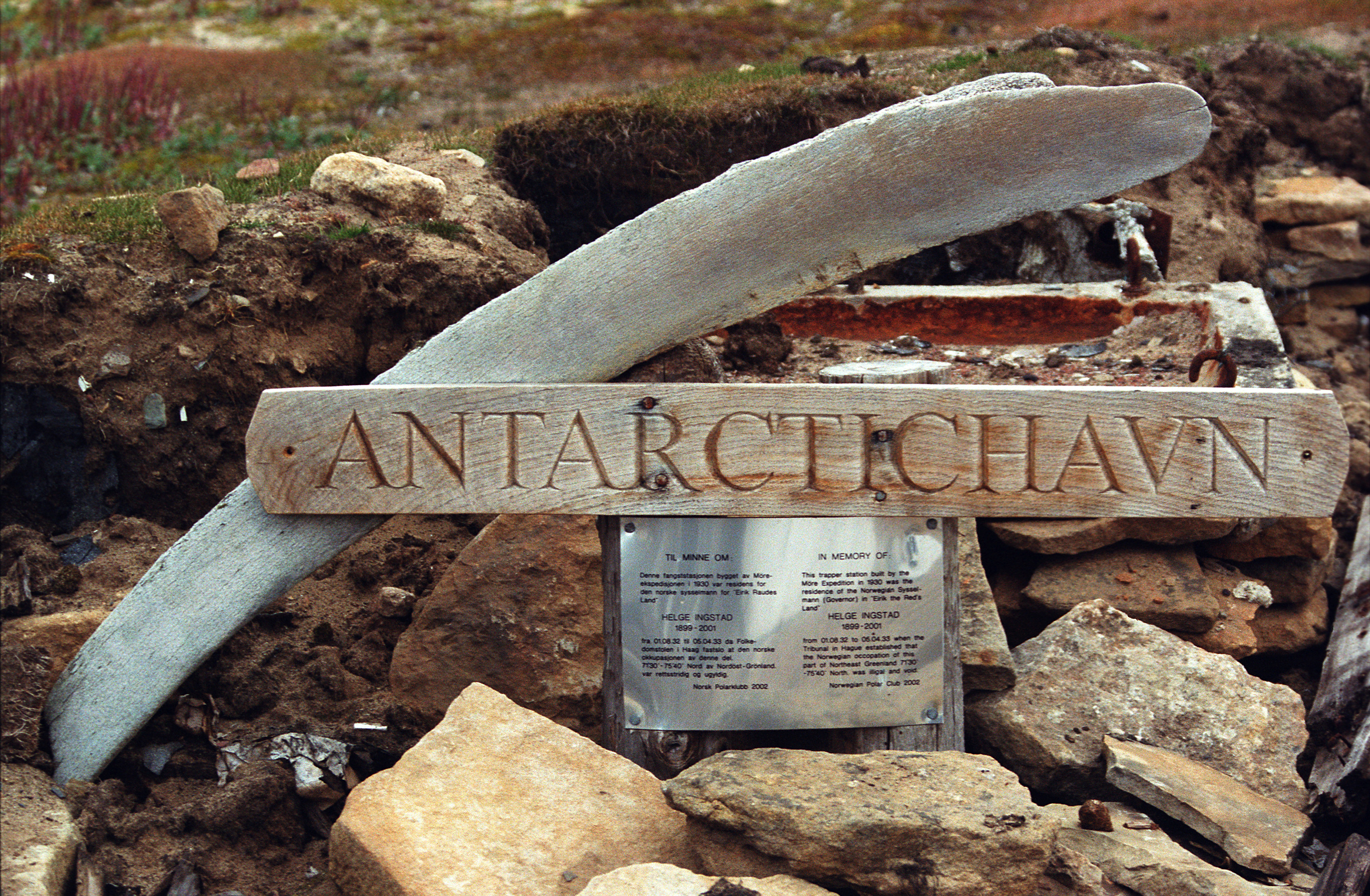
Placa en memòria d'Helge Ingstad, el governador (Sysselmann) de la Terra d'Eric el Roig el 1932-33. Havn Antàrtic, Nord-est de Groenlàndia

Helge Ingstad era originalment advocat de professió, però, com que li agradava viure a l'aire lliure, va vendre la seva pràctica de lleis a Levanger i va anar als Territoris del nord-oest del Canadà com a tramper el 1926. Durant els propers tres anys, el noruec va viatjar a la tribu índia local coneguda com a "menjadors de caribús". Després de tornar a Noruega, va escriure el bestseller Pelsjegerliv ("Vida de tramper") sobre la seva estada al Canadà, publicat en anglès com The Land of Feast and Famine (Knopf, 1933).
Ingstad va ser governador (Sysselmann) de la Terra d'Eric el Roig el 1932-1933, quan Noruega es va annexar la part oriental de Groenlàndia. La Cort Permanent de Justícia Internacional a La Haia va decidir que la terra pertanyia a Dinamarca i la presència oficial noruega va haver d'acabar. Després del veredicte, Ingstad va rebre el compensació el càrrec de governador de Svalbard (Spitsbergen i les illes dels voltants) una posició que el convenia, tenint en compte la seva professió de lleis i la seva experiència en la vida àrtica.

## Matrimoni
Durant els seus anys a Svalbard Helge Ingstad va conèixer Anne Stine Moe, gairebé vint anys més jove. Havia llegit els seus llibres de Canadà i Groenlàndia amb gran admiració i va desenvolupar una trobada amb l'explorador; li va escriure i després d'un temps de correspondència es van prometre i es van casar el 1941. El 1946, els Ingstads es van construir una llar vora l'àrea de Holmenkollen d'Oslo, on van passar la resta de la seva vida quan no viatjaven pel món. Van tenir una filla, Benedicte, que va acompanyar els seus pares en llurs viatges d'exploració.

## Autor
Helge Ingstad va ser un escriptor popular, i els seus llibres de viatges a les parts més remotes del món li van donar fama arreu de Noruega. De groenlàndia va escriure Øst for den store bre ("A l'est de la Gran Gelera"), de Svalbard va escriure Landet med de kalde kyster ("La terra amb les costes fràgils"). També va visitar als apatxes del nord-oest de Mèxic, dels quals va escriure Apache-indianerne - jakten på den tapte stamme ("Els apatxes - La caça de la tribu perduda"). Després de la Segona Guerra Mundial va passar un temps a la Serralada Brooks al nord d'Alaska entre els Nunamiut Iñupiat, i posteriorment va escriure Nunamiut - blant Alaskas innlandseskimoer ("Nunamiut - esquimals interiors d'Alaska").

## Assentament viking d'Amèrica del Nord

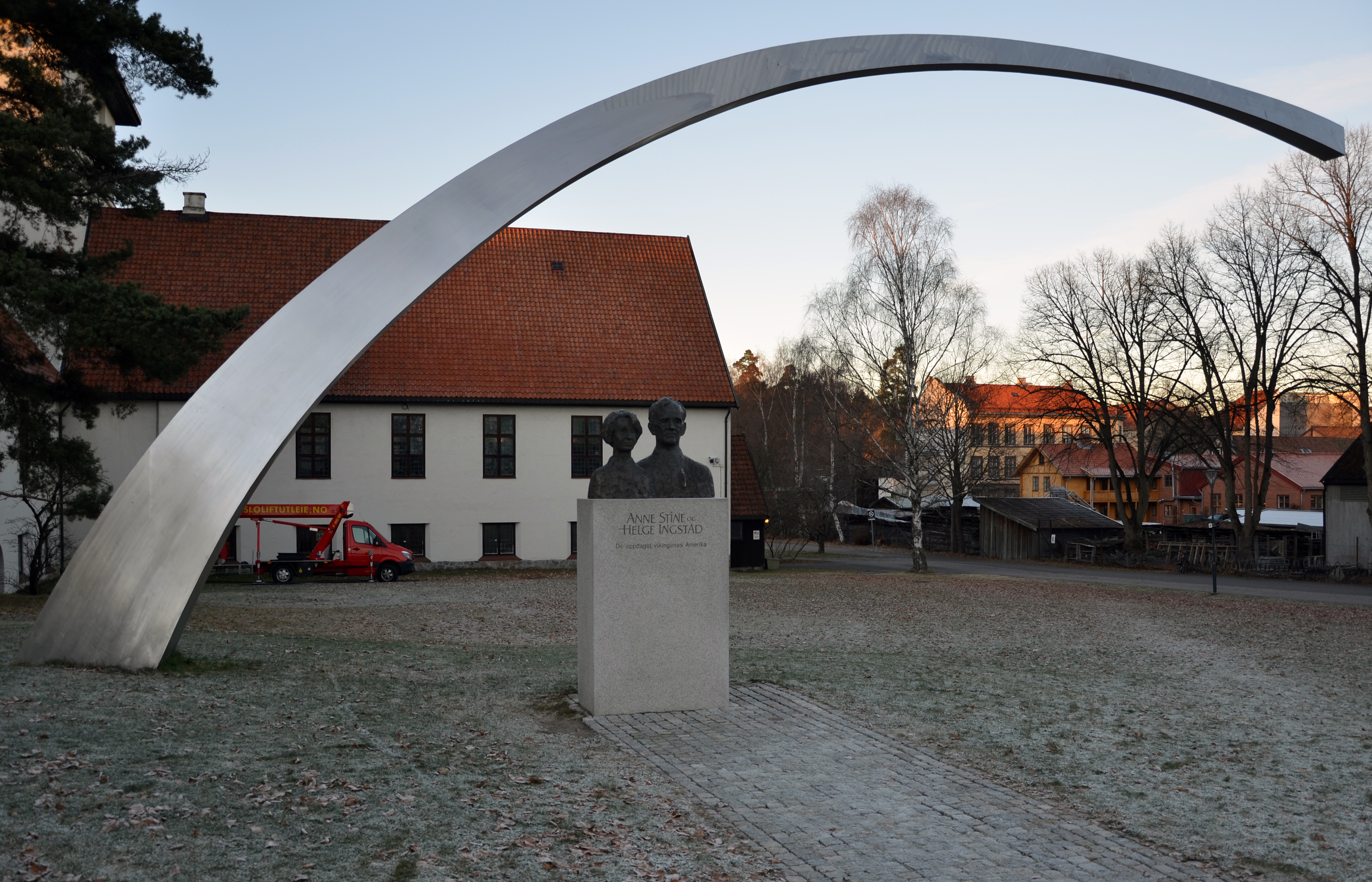
Bust de Helge Ingstad i Anne Stine Ingstad als aforen el Museu del Vaixell Viking d'Oslo

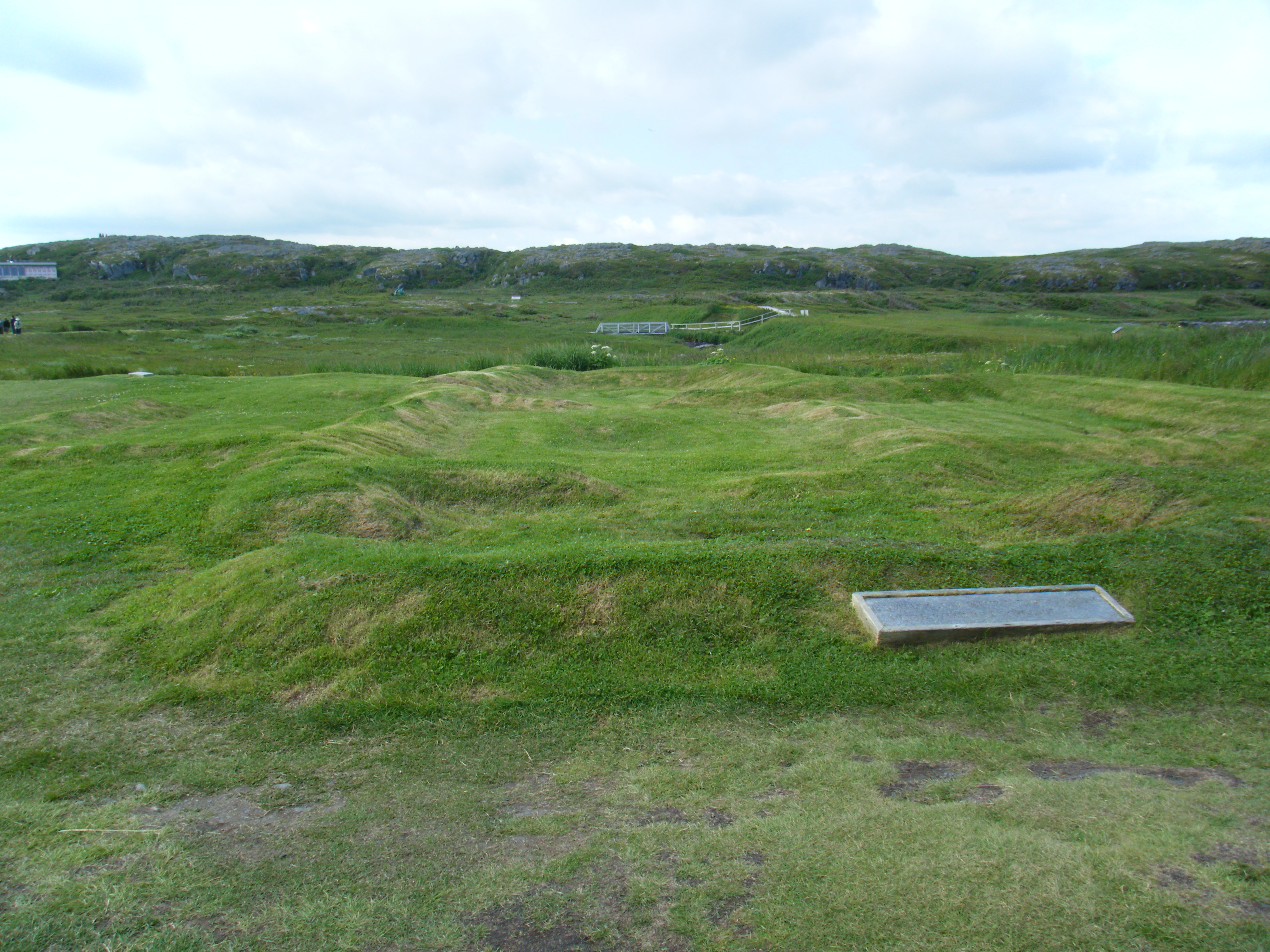
Restes d'un edifici viking a L'Anse aux Meadows

El 1960 va descobrir les restes del que posteriorment es va demostrar que era un assentament viking a L'Anse aux Meadows, a la punta més septentrional de Terranova. És l'únic assentament conegut d'un poble nòrdic o viking a Canadà, i a Amèrica del Nord fora de Groenlàndia. Al voltant de l'any 1000, L'Anse aux Meadows continua sent l'únic contacte transoceànic precolombí i destaca per la seva possible connexió amb l'intent de colònia de Vinland per Leif Eriksson pel mateix període, més àmpliament, amb l'exploració nòrdica de les Amèriques.
L'excavació arqueològica del lloc fou dirigida en la dècada del 1960 per un equip internacional liderat per l'arqueòloga Anne Stine Ingstad (esposa d'Helge Ingstad) i sota la direcció de Parks Canada del govern del Canadà en la dècada del 1970. Després de cada període d'excavació, el lloc va ser enterrat novament per protegir i conservar els recursos culturals.

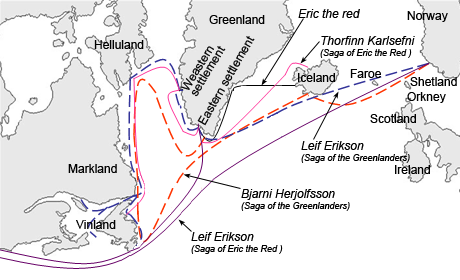
Les diferents rutes marítimes a Groenlàndia, Vinland (Terranova), Helluland (illa de Baffin) i Markland (Labrador) travessades per diferents personatges a les Sagues Islandeses, com la Saga d'Eric el Roig i la Saga dels Groenlandesos. Els noms són les versions comunes en anglès modern dels antics noms nòrdics

L'assentament a L'Anse aux Meadows ha estat datat aproximadament fa uns 1.000 anys, una avaluació que s'adiu a la datació relativa dels artefactes i els tipus d'estructura. Es van localitzar les restes de vuit edificis. Es creu que havien estat construïts de gespa amb un marc de fusta. Sobre la base d'artefactes associats, els edificis van ser identificats de manera diversa com habitatges o tallers. L'habitatge més gran mesurava 28,8 per 15,6 m i constava de diverses habitacions. Els tallers van ser identificats com a contenidors de ferro forjat que contenia una farga i escòria de ferro, un taller de fusteria que generava deixalles de fusta, i una zona de reparació de vaixells especialitzada amb reblons usats. Inclosos aquells relacionats amb la metal·lúrgia, la fusteria i la reparació de vaixells, es van trobar altres artefactes considerats d'ús quotidià pels nòrdics, inclòs una làmpada d'oli de pedra, una làmpada d'oli de pedra, una pedra d'esmolar, un pin de fixació de bronze, una agulla de cosir d'os i una part d'un cargol. La presència de fus i agulla suggereix que les dones estan presents amb els homes. Les restes de menjar inclouen nous blanques, el que és significatiu perquè no creixen de manera natural al nord de Nova Brunswick, i llur presència indica probablement indica que els habitants nòrdics viatjaren més al sud per obtenir-les. Els arqueòlegs van concloure que el lloc va estar habitat pels nòrdics durant un període relativament curt de temps.

## Sagues nòrdiques
Les sagues nòrdiques són versions escrites de tradicions orals més antigues. Dues sagues islandeses, comunament conegudes com la Saga dels Groenlandesos i la Saga d'Eric el Roig, descriuen les experiències dels groenlandesos nòrdics que van descobrir i van intentar establir-se a Groenlàndia, identificat per ells com a Vinland. Les sagues suggereixen que l'assentament de Vinland va fracassar a causa dels conflictes entre la comunitat nòrdica, nòrdic i els nadius que van trobar, a qui van anomenar skrælingar.
Els estudis arqueològics recens suggereixen que l'assentament de L'Anse aux Meadows no és Vinland pròpiament dita, però que sí es troba a la terra anomenada Vinland que s'estenia més al sud des de l'Anse aux Meadows, arribant fins al riu Sant Llorenç i Nova Brunswick. El poble de l'Anse aux Meadows va servir com a base d'exploració i campament d'hivern per a expedicions cap al sud cap al golf de Sant Llorenç. Els assentaments de Vinland a la saga d'Eric i la saga de Groenlandesos, Leifsbudir (Leif Ericson) i Hóp (Groenlandesos nòrdics), s'han identificat com al lloc de L'Anse aux Meadows.

## Noms geogràfics
Helge Ingstad té dos accidents geogràfics a Amèrica del Nord que es nomenen en honor seu. A Canadà, un petit riu, Ingstad Creek, flueix cap al Gran Llac de l'Esclau. A Alaska, la muntanya Ingstad de 1461 metres d'alçada de la Serralada Brooks va ser oficialment aprovada per la Junta dels Noms Geogràfics del 19 d'abril de 2006. El nom va ser suggerit per la tribu nunamiut en agraïment pels esforços d'Ingstad a favor seu.
Durant els últims anys de la seva vida, va treballar a categoritzar i anotar la gran quantitat de fotografies i enregistraments d'àudio (141 cançons) que havia fet mentre vivia amb els nunamiut el 1950. L'esforç va donar lloc a un llibret, Songs of the Nunamiut, amb un CD que conté el material d'àudio. Aquesta és una contribució extremadament valuosa per a la preservació de la cultura Nunamiut, ja que es va recollir i registrar a mitjans del segle XX i ara es perd a nivell local i només es conserva en els seus enregistraments.

## Honors
Va ser membre honorari de l'Acadèmia Noruega de Ciències i Lletres. També té doctorats honoraris de la Universitat d'Oslo, Universitat Memorial de Terranova al Canadà i del St. Olaf College a Minnesota. Va ser guardonat amb la Gran Creu del Reial Orde Noruec de Sant Olaf (el 1991; prèviament cavaller de primera classe el 1965, i comandant el 1970), cavaller de l'Orde de Vasa, i va ser presentat amb la Creu Roja d'Honor noruega pels seus esforços a Finnmark durant la Segona Guerra Mundial. Va rebre una pensió vitalícia del govern noruec des de 1970. Va ser el subjecte d'un documental de 1981 del National Film Board of Canada (NFB) The Man Who Discovered America, i posteriorment va aparèixer amb la seva esposa en la pel·lícula de la NFB de 1984 The Vinland Mystery. El 1986 fou guardonat pel Norsk kulturråd. En honor seu fou batejat el vaixell de l'Armada Reial Noruega HNoMS Helge Ingstad (F313).
El cinturó d'asteroides 8993 Ingstad, descobert per l'astrònom danès Richard Martin West a l'Observatori La Silla de Xile el 1980, va rebre el nom en honor seu. La cita oficial de nomenclatura va ser publicada pel MPC el 24 de juny de 2002 (M.P.C. 46009).

## Llibres
- Ingstad, Helge; Gay-Tifft, Eugene (traductor) (1992). The Land of Feast and Famine. McGill-Queens University Press. ISBN 0-7735-0912-7.
- Ingstad, Helge; Naomi Walford (traductor) (1966). Land under the Pole Star; a voyage to the Norse settlements of Greenland and the saga of the people that vanished. St. Martins Press.
- Ingstad, Helge (1996). Oppdagelsen av det nye land. J. M. Stenersens forlag (Oslo).
- Ingstad, Helge; Ingstad, Anne Stine (2001). The Viking Discovery of America: The Excavation of a Norse Settlement in L'Anse Aux Meadows, Newfoundland. Checkmark Books. New York. ISBN 0-8160-4716-2.
- Ingstad, Helge; Groven, Eivind (transcripcions); Tveit, Sigvald (ed.) (1998). Songs of the Nunamiut. Oslo: Universitetsforlaget. ISBN 82-518-3778-2.
- Ingstad, Helge (1965). Vesterveg til Vinland; oppdagelsen av norrøne boplasser i Nord-Amerika. Gyldendal (Oslo).
- Ingstad, Helge (1954) Nunamiut; Among Alaska's Inland Eskimos New York: W.W. Norton
- Ingstad, Helge (1939) Apache Indianerne - Jakten på den tapte stamme (translated by Janine K. Stenehjem (2004) Apaches - the search for the lost tribe University of Nebraska Press)
- Ingstad, Helge; (1935) Ost For Den Store Bre Gyldendal Norsk Forlag, Oslo. (translated by Gay-Tifft, Eugene (1937) East of the Great Glacier Alfred A Knopf, Inc.)

## Articles
- Ingstad, Helge. "Vinland Ruins Prove Vikings Found the New World." National Geographic, November 1964. Microsoft Encarta 2009. © 1993–2008 Microsoft Corporation. All rights reserved.